# I'm the Man That Built the Bridges
I'm the Man That Built the Bridges, amerikanske trubaduren Tom Paxtons första album, utgivet 1962. Albumet spelades in live på The Gaslight Cafe i Greenwich Village gavs ut på skivbolaget Greenwich Village.

## Låtlista
Samtliga låtar skrivna av Tom Paxton
1. "I'm the Man Who Built the Bridges"
2. "I'm Bound for the Mountains and the Sea"
3. "The Faltal Glass"
4. "Every Time"
5. "Willie Seton"
6. "My Dog's Bigger Than Your Dog"
7. "Columbus, GA"
8. "Mary Ann"
9. "The Marvelous Toy"
10. "When the Morning Breaks"
11. "Goin' to the Zoo"
12. "Deep Fork River Blues"